# Czernowka (rejon kiniel-czerkaski)
Czernowka (ros. Черновка) – wieś (sieło) w Rosji, w obwodzie samarskim, w rejonie kiniel-czerkaskim. W 2010 liczyła 1374 mieszkańców.